# Altenglan (Verbandsgemeinde)
Altenglan est une Verbandsgemeinde (collectivité territoriale) de l'arrondissement de Kusel dans la Rhénanie-Palatinat en Allemagne. Le siège de cette Verbandsgemeinde est dans la ville d'Altenglan.
La Verbandsgemeinde de Altenglan consiste en cette liste d'Ortsgemeinden (municipalités locales) :
1. Altenglan ;
2. Bedesbach ;
3. Bosenbach ;
4. Elzweiler ;
5. Erdesbach ;
6. Föckelberg ;
7. Horschbach ;
8. Neunkirchen am Potzberg ;
9. Niederalben ;
10. Niederstaufenbach ;
11. Oberstaufenbach ;
12. Rammelsbach ;
13. Rathsweiler ;
14. Rutsweiler am Glan ;
15. Ulmet ;
16. Welchweiler.